# Лунежки
Лунежки — деревня в Добрянском районе Пермского края. Входит в состав Добрянского городского поселения.

## География
Расположена вблизи берега Камского водохранилища, примерно в 16 км к юго-востоку от райцентра, города Добрянка. Через деревню проходит автомобильная дорога Пермь — Березники.

## История
Съёмки фильма-сказки «Илья Муромец» 1956 года проходили близ деревень Лунежки и Константиновка, где была выстроена родная деревня богатыря — Карачарово.

## Население
| 2010 |
| ---- |
| 62   |

## Улицы
- Запрудный пер.
- Центральная ул.

## Топографические карты
- Лист карты O-40-53 Доьрянка. Масштаб: 1 : 100 000. Издание 1977 г.